# Stanka Hrastejl
Stanka Hrastejl, född 1975 i Brežice i Jugoslavien, är en slovensk författare och poet.
Efter gymnasiet studerade hon teologi vid Ljubljanas universitet. 2001 fick hon utmärkelsen bästa unga poet vid litteraturfestivalen Urška. 2005 publicerades hennes första diktsamling Nizki toni och 2012 debuterade hon som romanförfattare med boken Igranje.

### Diktsamlingar
- 2005: Nizki toni
- 2009: Gospod, nekaj imamo za vas

### Romaner
- 2012: Igranje